# Heinrich Pfeil

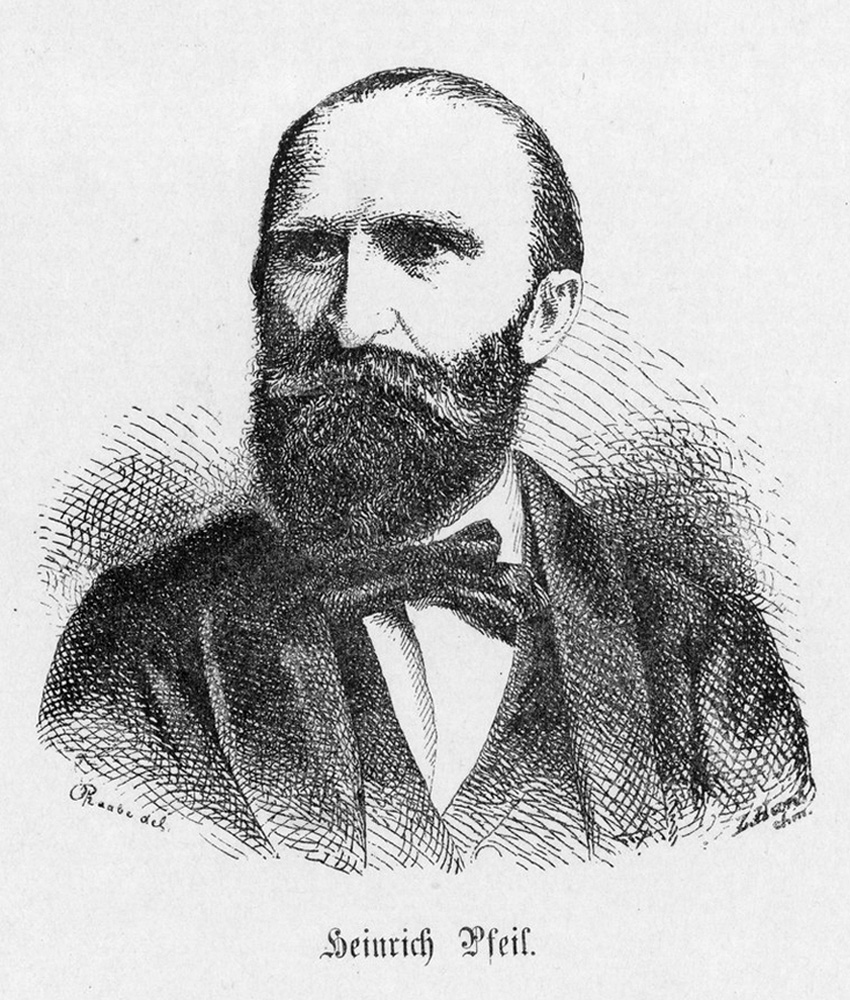
Heinrich Pfeil

Heinrich Pfeil (* 18. Dezember 1835 in Leipzig; † 17. April 1899 ebenda) war ein deutscher Komponist, Redakteur und Musikschriftsteller.

## Leben
Heinrich Pfeil war der Sohn eines Buchdruckers. Er besuchte die Ratsfreischule in Leipzig. Hier erfuhr er musikalische Anleitungen durch seinen Musiklehrer Carl Friedrich Zöllner.
Nach der Schulzeit absolvierte er eine Lehre als Buchhändler und arbeitete anschließend als Redakteur des „Leipziger Stadt- und Dorfanzeigers“, dessen Herausgeber er von 1884 bis 1889 auch war.
Im Jahre 1862 übernahm er die Redaktion der „Sängerhalle“, des amtlichen Blattes des Deutschen Sängerbundes. Er behielt diese Redaktion bis 1887. Von 1890 bis 1896 lebte er in Glauchau, wo er die „Glauchauer Zeitung“ herausgab. Danach kehrte er in seine Heimatstadt Leipzig zurück und wohnte im Stadtteil Gohlis in der Straßburger Straße (heute Daumierstraße).
Pfeil kam früh mit der Chormusik in Berührung. Ihn interessierten vor allem Volkslieder und volksnahes Singen in Laienchören. Hier engagierte er sich auch als Komponist und Schriftsteller. Zahlreiche Lieder, von denen einige sehr beliebt wurden, stammen mit Musik und Text aus seiner Feder. In seinem literarischen Schaffen war sein Ziel, breite Volkskreise anzusprechen.

## Werke (Auswahl)
- Zahlreiche Lieder, insbesondere für Männerchor. Zwei der bekanntesten sind Still ruht der See und Ein Sohn des Volkes will ich sein und bleiben.
- Gute Kinder – brave Menschen – Schule der Weisheit und Tugend in Beispielen aus dem wirklichen Leben; Erzählungen aus der Geschichte der alten und neuen Zeit. Leipzig, Verlag Otto Spamer, 1874

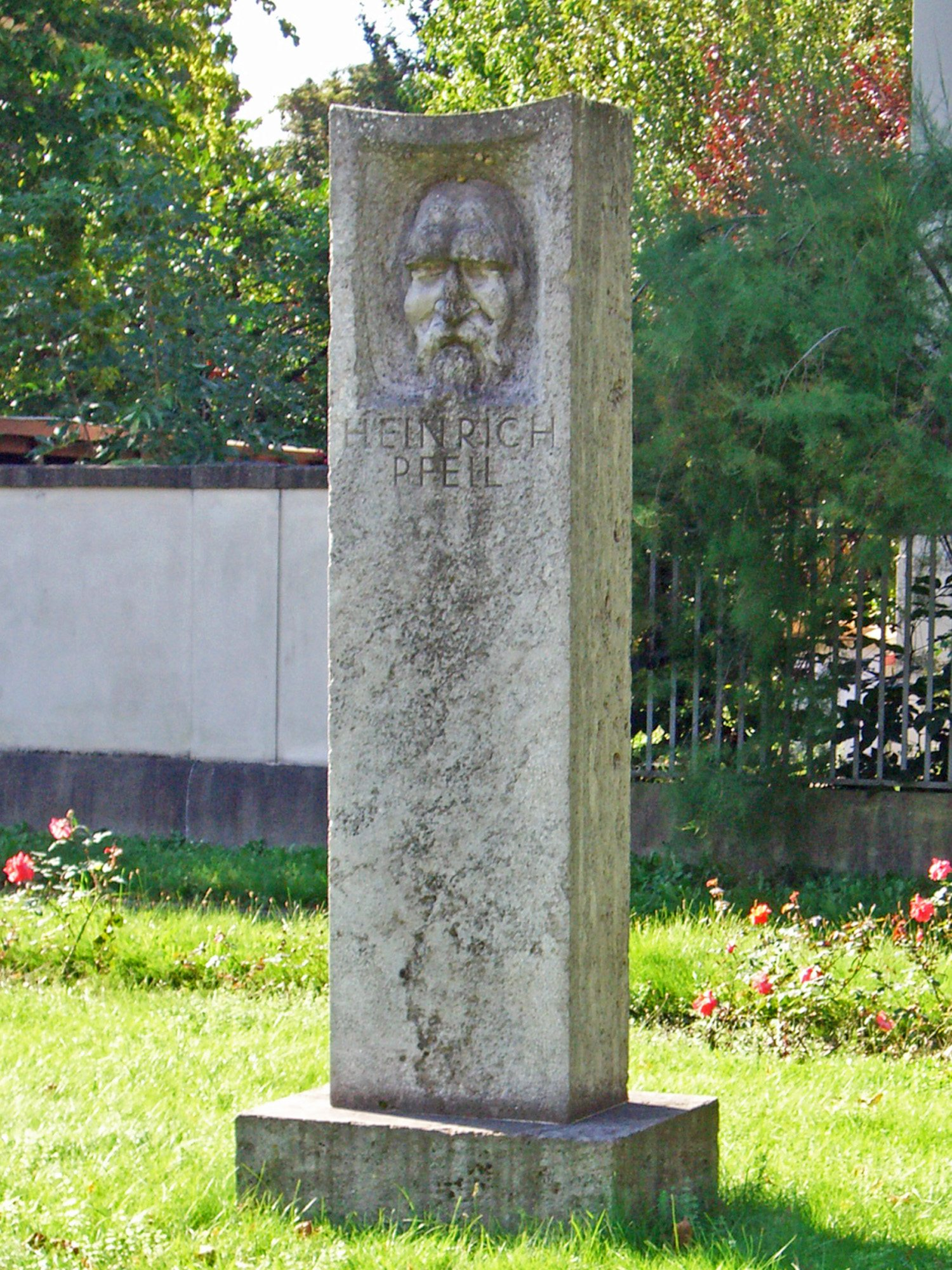
Das Heinrich-Pfeil-Denkmal in Leipzig-Gohlis

- Weihnachtsmärchen und Christfestgeschichten. Die schönste Festzeit in Dichtung und Wahrheit. Leipzig, Verlag Otto Spamer, 1877
- Kleine Musikanten-Geschichten. Ernst und Humor aus dem Leben berühmter Tonkünstler. Leipzig, Otto Spamer, 1878, weitere Auflagen unter etwas abgewandelten Titeln, 2. Auflage 1881 (Digitalisat), 3. Auflage 1898
- Deutsche Sagen. Der deutschen Jugend und unserem Volke wiedererzählt. Leipzig, Spamer, 1896. Vierte Auflage
- Tonkünstler-Merkbüchlein, kleines Lexikon für Musiker und Musikfreunde. F. Hirt und Sohn, 1875
- Abriss der Musikgeschichte, herausgegeben von Heinrich Pfeil (Eigenverlag)
- Deutscher Sängerkalender, herausgegeben von Heinrich Pfeil. Verlag von Thiele in Leipzig ab 1875 fünf Jahrgänge
- Sammlung der beliebtesten Männerchöre, herausgegeben von Heinrich Pfeil. Leipzig, Musikbibliothek Peters

## Ehrungen
- Seit 1929 ist in Leipzig im Stadtteil Großzschocher die Pfeilstraße nach ihm benannt.[4]
- 1930 wurde von der Stadt Leipzig im Stadtteil Gohlis ein Heinrich-Pfeil-Denkmal aus fränkischem Kalkstein errichtet, dessen Porträt-Relief der Bildhauer Wil Howard (1879–1945) schuf.